# NGC 3238
NGC 3238 é uma galáxia lenticular (S0) localizada na direcção da constelação de Ursa Major. Possui uma declinação de +57° 13' 34" e uma ascensão recta de 10 horas, 26 minutos e 42,9 segundos.
A galáxia NGC 3238 foi descoberta em 8 de Abril de 1793 por William Herschel.